# Kabinet-Lars Løkke Rasmussen I
Het kabinet–Lars Løkke Rasmussen I was de regering van het Koninkrijk Denemarken van 5 april 2009 tot 3 oktober 2011.

## Kabinet–Lars Løkke Rasmussen I (2009–2011)
| Ambtsbekleder                             | Ambtsbekleder           | Ambtsbekleder                  | Functie                                                | Ambtstermijn      | Ambtstermijn     | Partij |
| ----------------------------------------- | ----------------------- | ------------------------------ | ------------------------------------------------------ | ----------------- | ---------------- | ------ |
|                                           | Lars Løkke Rasmussen    | Lars Løkke Rasmussen (1964)    | Premier                                                | 5 april 2009      | 3 oktober 2011   | VDL    |
|                                           | Lene Espersen           | Lene Espersen (1965)           | Vicepremier                                            | 8 september 2008  | 3 oktober 2011   | DKF    |
| Minister van Economische Zaken            | Lene Espersen           | Lene Espersen (1965)           | 23 februari 2010                                       | 8 september 2008  |                  | DKF    |
| Minister van Industrie en Handel          | Lene Espersen           | Lene Espersen (1965)           | 23 februari 2010                                       | 8 september 2008  |                  | DKF    |
| Minister van Buitenlandse Zaken           | Lene Espersen           | Lene Espersen (1965)           | 23 februari 2010                                       | 3 oktober 2011    |                  | DKF    |
|                                           | Karen Ellemann          | Karen Ellemann (1969)          | Minister van Binnenlandse Zaken                        | 5 april 2009      | 23 februari 2010 | VDL    |
| Minister van Sociale Zaken                | Karen Ellemann          | Karen Ellemann (1969)          |                                                        | 5 april 2009      | 23 februari 2010 | VDL    |
|                                           | Bertel Haarder          | Bertel Haarder (1944)          | Minister van Binnenlandse Zaken                        | 23 februari 2010  | 3 oktober 2011   | VDL    |
| Minister van Volksgezondheid              | Bertel Haarder          | Bertel Haarder (1944)          |                                                        | 23 februari 2010  | 3 oktober 2011   | VDL    |
| Minister voor Noorse Samenwerking         | Bertel Haarder          | Bertel Haarder (1944)          | 23 november 2007                                       |                   | 3 oktober 2011   | VDL    |
|                                           | Per Stig Møller         | Per Stig Møller (1942)         | Minister van Buitenlandse Zaken                        | 27 november 2001  | 23 februari 2010 | DKF    |
|                                           | Claus Hjort Frederiksen | Claus Hjort Frederiksen (1947) | Minister van Financiën                                 | 5 april 2009      | 3 oktober 2011   | VDL    |
|                                           | Brian Mikkelsen         | Brian Mikkelsen (1966)         | Minister van Justitie                                  | 10 september 2008 | 23 februari 2010 | DKF    |
|                                           | Lars Barfoed            | Lars Barfoed (1957)            | Minister van Justitie                                  | 23 februari 2010  | 3 oktober 2011   | DKF    |
|                                           | Brian Mikkelsen         | Brian Mikkelsen (1966)         | Minister van Economische Zaken                         | 23 februari 2010  | 3 oktober 2011   | DKF    |
| Minister van Industrie en Handel          | Brian Mikkelsen         | Brian Mikkelsen (1966)         |                                                        | 23 februari 2010  | 3 oktober 2011   | DKF    |
|                                           | Søren Gade              | Søren Gade (1963)              | Minister van Defensie                                  | 24 april 2004     | 23 februari 2010 | VDL    |
|                                           | Gitte Lillelund Bech    | Gitte Lillelund Bech (1969)    | Minister van Defensie                                  | 23 februari 2010  | 3 oktober 2011   | VDL    |
|                                           |                         | Jakob Axel Nielsen (1967)      | Minister van Volksgezondheid                           | 23 november 2007  | 23 februari 2010 | DKF    |
|                                           | Benedikte Kiær          | Benedikte Kiær (1969)          | Minister van Sociale Zaken                             | 23 februari 2010  | 3 oktober 2011   | DKF    |
|                                           | Inger Støjberg          | Inger Støjberg (1973)          | Minister van Arbeid                                    | 5 april 2009      | 3 oktober 2011   | VDL    |
|                                           | Bertel Haarder          | Bertel Haarder (1944)          | Minister van Onderwijs                                 | 18 februari 2005  | 23 februari 2010 | VDL    |
| Minister voor Noorse Samenwerking         | Bertel Haarder          | Bertel Haarder (1944)          | 23 november 2007                                       | 3 oktober 2011    |                  | VDL    |
|                                           | Søren Pape Poulsen      | Tina Nedergaard (1969)         | Minister van Onderwijs                                 | 23 februari 2010  | 8 maart 2011     | VDL    |
|                                           | Troels Lund Poulsen     | Troels Lund Poulsen (1976)     | Minister van Onderwijs                                 | 8 maart 2011      | 3 oktober 2011   | VDL    |
|                                           | Helge Sander            | Helge Sander (1950)            | Minister van Hoger Onderwijs Wetenschap en Technologie | 27 november 2001  | 23 februari 2010 | VDL    |
|                                           | Charlotte Sahl-Madsen   | Charlotte Sahl- Madsen (1964)  | Minister van Hoger Onderwijs Wetenschap en Technologie | 23 februari 2010  | 3 oktober 2011   | DKF    |
|                                           | Lars Barfoed            | Lars Barfoed (1957)            | Minister van Transport                                 | 10 september 2008 | 23 februari 2010 | DKF    |
|                                           | Hans Christian Schmidt  | Hans Christian Schmidt (1953)  | Minister van Transport                                 | 23 februari 2010  | 3 oktober 2011   | VDL    |
|                                           | Eva Kjer Hansen         | Eva Kjer Hansen (1964)         | Minister van Landbouw en Visserij                      | 12 september 2007 | 23 februari 2010 | VDL    |
|                                           | Henrik Høegh            | Henrik Høegh (1952)            | Minister van Landbouw en Visserij                      | 23 februari 2010  | 3 oktober 2011   | VDL    |
|                                           | Connie Hedegaard        | Connie Hedegaard (1960)        | Minister van Klimaat en Energie                        | 23 november 2007  | 24 november 2009 | DKF    |
|                                           | Lykke Friis             | Lykke Friis (1969)             | Minister van Klimaat en Energie                        | 24 november 2009  | 3 oktober 2011   | VDL    |
|                                           | Troels Lund Poulsen     | Troels Lund Poulsen (1976)     | Minister van Milieu                                    | 23 november 2007  | 23 februari 2010 | VDL    |
|                                           | Karen Ellemann          | Karen Ellemann (1969)          | Minister van Milieu                                    | 23 februari 2010  | 3 oktober 2011   | VDL    |
|                                           | Carina Christensen      | Carina Christensen (1972)      | Minister van Cultuur                                   | 10 september 2008 | 23 februari 2010 | DKF    |
|                                           | Per Stig Møller         | Per Stig Møller (1942)         | Minister van Cultuur                                   | 23 februari 2010  | 3 oktober 2011   | DKF    |
| Minister voor Godsdienst                  | Per Stig Møller         | Per Stig Møller (1942)         | 8 maart 2011                                           |                   | 3 oktober 2011   | DKF    |
|                                           | Kristian Jensen         | Kristian Jensen (1971)         | Minister voor Belastingen                              | 1 augustus 2004   | 23 februari 2010 | VDL    |
|                                           | Troels Lund Poulsen     | Troels Lund Poulsen (1976)     | Minister voor Belastingen                              | 23 februari 2010  | 8 maart 2011     | VDL    |
|                                           | Peter Christensen       | Peter Christensen (1975)       | Minister voor Belastingen                              | 8 maart 2011      | 3 oktober 2011   | VDL    |
|                                           |                         | Birthe Rønn Hornbech (1943)    | Minister voor Immigratie en Integratie                 | 23 november 2007  | 8 maart 2011     | VDL    |
| Minister voor Godsdienst                  |                         | Birthe Rønn Hornbech (1943)    |                                                        | 23 november 2007  | 8 maart 2011     | VDL    |
|                                           | Søren Pind              | Søren Pind (1969)              | Minister voor Immigratie en Integratie                 | 8 maart 2011      | 3 oktober 2011   | VDL    |
| Minister voor Ontwikkelings- samenwerking | Søren Pind              | Søren Pind (1969)              | 23 februari 2010                                       |                   | 3 oktober 2011   | VDL    |
| Minister voor Ontwikkelings- samenwerking |                         | Ulla Tørnæs                    | Ulla Tørnæs (1962)                                     | 18 februari 2005  | 23 februari 2010 | VDL    |

Kristensen ·
Hedtoft I ·
Hedtoft II ·
Eriksen ·
Hedtoft III ·
Hansen I ·
Hansen II ·
Kampmann I ·
Kampmann II ·
Krag I ·
Krag II ·
Baunsgaard ·
Krag III ·
Jørgensen I ·
Hartling ·
Jørgensen II ·
Jørgensen III ·
Jørgensen IV ·
Jørgensen V ·
Schlüter I ·
Schlüter II ·
Schlüter III ·
Schlüter IV ·
P.N. Rasmussen I ·
P.N. Rasmussen II ·
P.N. Rasmussen III ·
P.N. Rasmussen IV ·
A.F. Rasmussen I ·
A.F. Rasmussen II ·
A.F. Rasmussen III ·
L.L. Rasmussen I ·
Thorning-Schmidt I ·
Thorning-Schmidt II ·
L.L. Rasmussen II ·
L.L. Rasmussen III ·
Frederiksen I ·
Frederiksen II